# Белогорка (Актюбинская область)
Белогорка (каз название Белогорка) — бывшее село в Актюбинской области Казахстана. Находилось в подчинении городской администрации Актобе. Основан в период Российской империи 1860-1880-х годах. В начале 1900 был уездной точкой. В период революции 1917-1919 годов в близи поселения возможно происходили битвы красной и белой армии. Также пострадало населения во время голодомора 1919—1930 г. Посёлок Белогорка был в составе Новороссийского района Актюбинской области, в 1940-1945 г. население было призвано в ряды красной армии. В поселок было переселено много ссыльных из них большое количество чеченцев. Период коллективизации хорошо отразился на поселении, но после перехода на совхозное хозяйство народ пострадал. С 1954 года во время поднятия целины было распахано много земель пахотная возможность составляло более 8 тысяч гектаров.  Посёлок получил стату отделения в составе Новотроицкого (Тассай) совхоза, в конце 1980-х годов был передан в состав города Актюбинск, земли поселка Белогорка разделили между городским районом города Актюбинск и районом города Хромтау в результате чего поселок Белогорка лишился более 4 тысяч[чего?] пахотных земель. На жалобы населения не обращали внимание. С 1991 года получил статус поселка Белогорка Актюбинской области, города Актюбинск Благодарного сельского округа. 2018 году стало жилым массивом города Актобе в составе Алматинского административного района. Входило в состав Благодарного сельского округа. Код КАТО — 151031200.

## Население
В 1999 году население села составляло 281 человек (139 мужчин и 142 женщины). По данным переписи 2009 года, в селе проживало 275 человек (138 мужчин и 137 женщин).